# Université de La Manouba
L'université de La Manouba (arabe : جامعة منوبة) est une université tunisienne basée à La Manouba.
Elle est classée par le U.S. News & World Report au 84e rang du classement régional 2016 des universités arabes.

## Historique
La faculté des lettres, des arts et des humanités (ar) est affectée par un mouvement de protestation, lorsqu'une trentaine de jeunes salafistes, en majorité étrangers à l'établissement selon la direction, s'installe le 28 novembre 2011 dans les locaux pour réclamer le droit au port du niqab, en classe et lors des examens, et la création d'un lieu pour prier,. Face aux tensions croissantes, le conseil scientifique décide de fermer la faculté le 6 décembre, et de renvoyer quelque 8 000 étudiants chez eux pour des raisons de sécurité. Environ 200 universitaires et chercheurs français signent alors une lettre pour signifier leur soutien à leurs homologues tunisiens victimes de violence.
Le 4 janvier 2012, un sit-in d'enseignants et de fonctionnaires protestant contre cette situation a lieu devant le ministère de l'Enseignement supérieur et de la Recherche scientifique mais se termine par des échauffourées. Le lendemain, la police intervient à la suite de la demande du doyen de la faculté, Habib Kazdaghli, pour déloger les occupants qui, après négociations, s'installent dans la cour de la faculté.

## Établissements sous tutelle

### Écoles et instituts

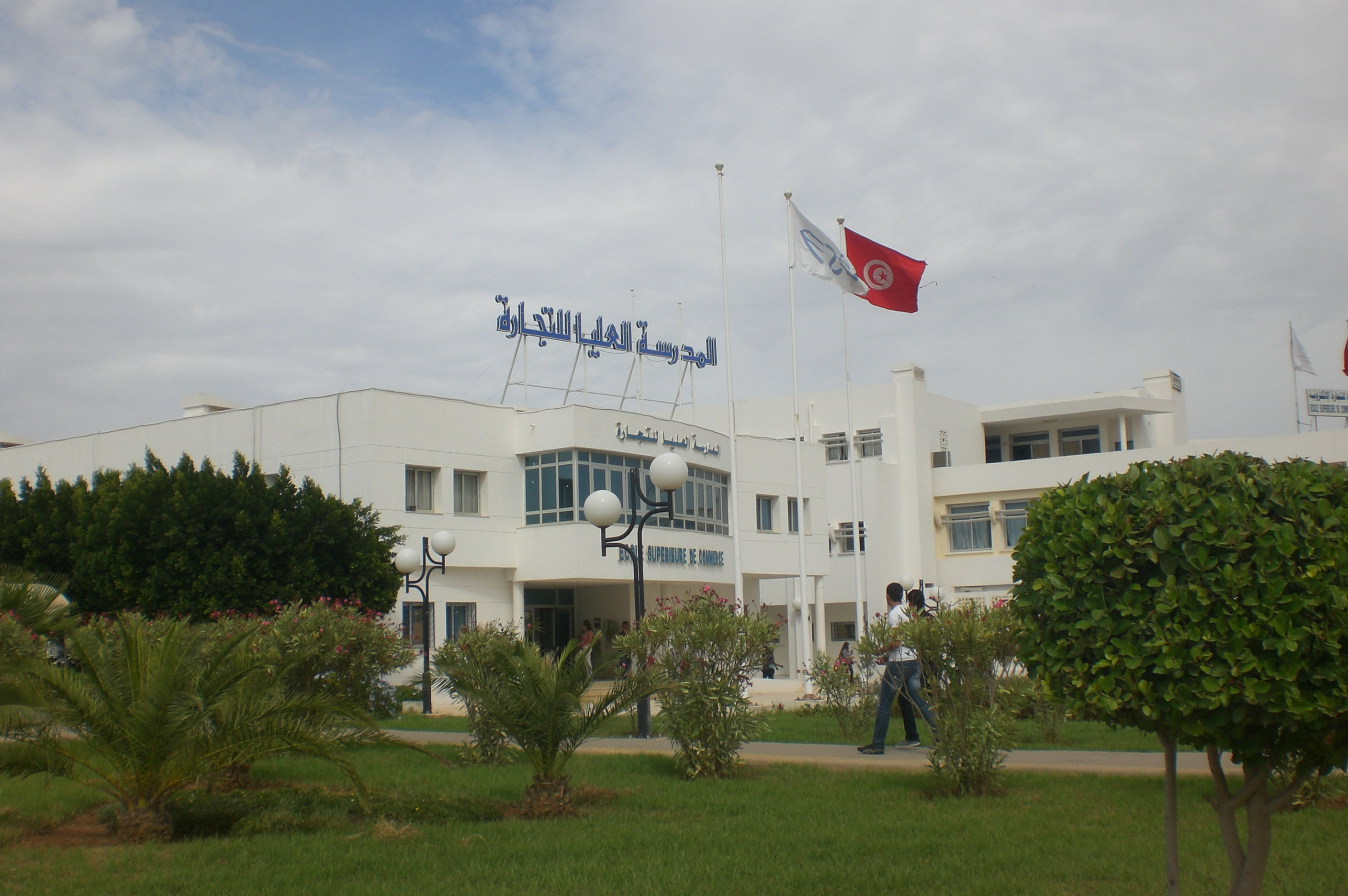
École supérieure de commerce de Tunis.

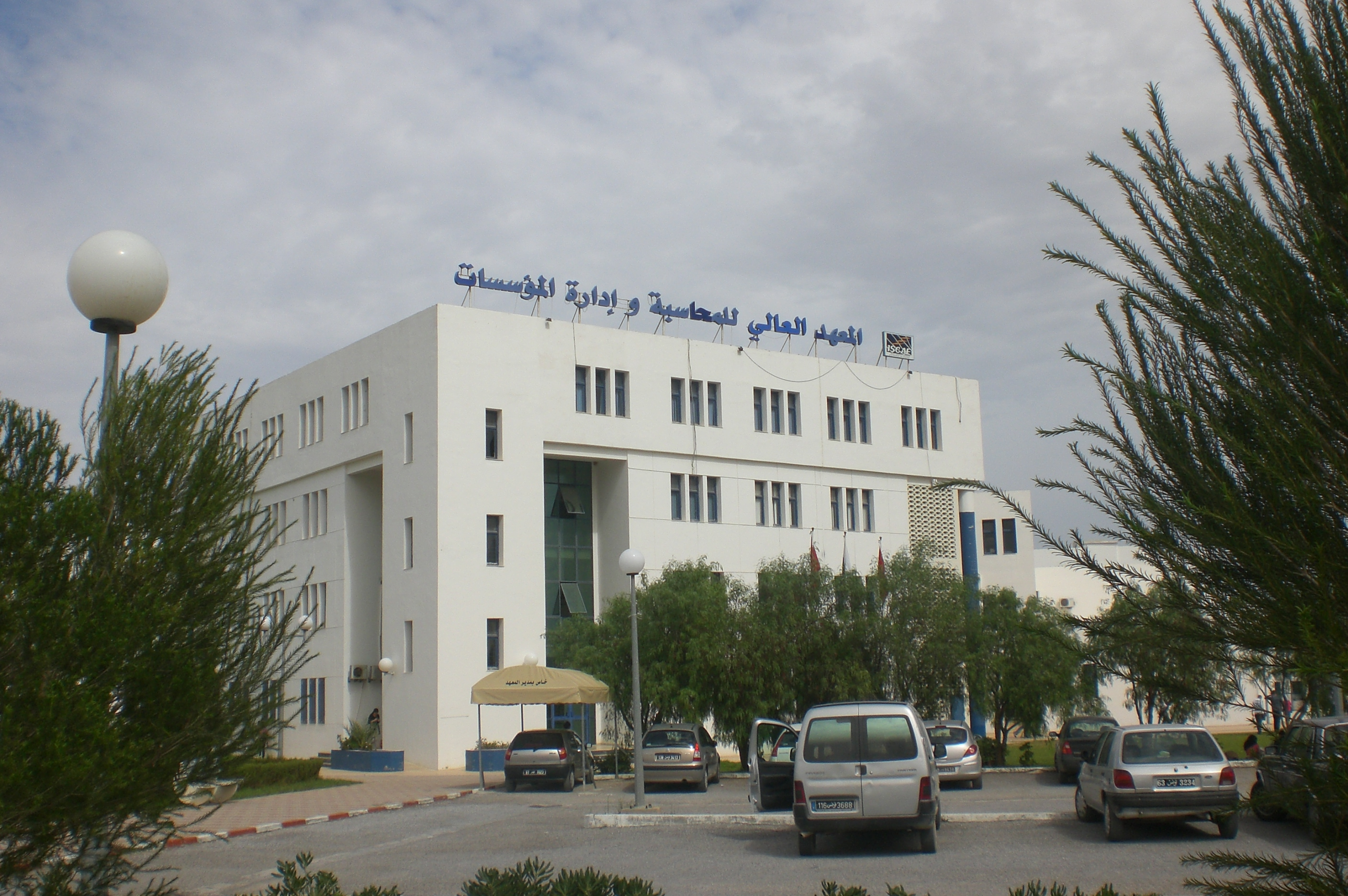
Institut supérieur de comptabilité et d'administration des entreprises.

- École supérieure des sciences et technologies du design (ar)
- École supérieure de commerce de Tunis
- École supérieure d'économie numérique (ar) (anciennement École supérieure de commerce électronique de La Manouba)
- École nationale des sciences de l'informatique
- Institut supérieur des arts multimédia de La Manouba
- Institut supérieur de comptabilité et d'administration des entreprises (ar)
- Institut supérieur de biotechnologie de Sidi Thabet (ar)
- Institut supérieur de documentation de Tunis
- Institut supérieur d'histoire du mouvement national
- Institut de presse et des sciences de l'information

### Facultés
- Faculté des lettres, des arts et des humanités de La Manouba (ar)

## Établissements en cotutelle
- École nationale de médecine vétérinaire de Sidi Thabet
- Institut supérieur du sport et de l'éducation physique de Ksar Saïd
- Institut supérieur de promotion des handicapés de Ksar Saïd